# NGC 5679D
NGC 5679D је спирална галаксија у сазвежђу Девица која се налази на NGC листи објеката дубоког неба.
Деклинација објекта је + 5° 21' 24" а ректасцензија 14h 35m 6,4s. Привидна величина (магнитуда) објекта NGC 5679 износи 15,0 а фотографска магнитуда 15,8. NGC 5679D је још познат и под ознакама MCG 1-37-36, ARP 274, VV 458, PGC 52129.